# Будник (деревня)
Будник — деревня в Ядровской волости Псковского района Псковской области.
Расположена на левом прибрежье реки Черёха, в 2 км к востоку от деревни Черёха.
Численность населения деревни по состоянию на 2000 год составляла 2 жителя.
В краеведческой литературе предполагаемое место рождения князя Владимира Святославича, крестителя Руси.